# Premio Jorge Carrera Andrade
El Premio Jorge Carrera Andrade es un galardón literario entregado por el municipio de Quito al mejor libro de poesía publicado durante el año. Se otorga de manera simultánea al Premio Joaquín Gallegos Lara, el 1 de diciembre de cada año en conmemoración del día de la interculturalidad quiteña, que se desarrolla como parte de las fiestas de fundación de la ciudad.
Los ganadores reciben una estatuilla denominada «Rumiñahui de Oro». Tanto este como el resto de galardones culturales del municipio de Quito, están regidos por los artículos 720, 721 y 722 del Código Municipal de la ciudad. Cada edición del premio requiere al menos de tres postulaciones. En caso de que un año reciba menos de ese número de candidatos, el premio es declarado desierto.

## Lista de ganadores
| Año  | Obra                                                   | Autor                            |
| ---- | ------------------------------------------------------ | -------------------------------- |
| 1983 | Fuera de juego                                         | Ulises Estrella                  |
| 1984 |                                                        |                                  |
| 1985 |                                                        |                                  |
| 1986 |                                                        |                                  |
| 1987 |                                                        |                                  |
| 1988 | Anotaciones del acabóse Mujeres                        | Euler Granda Julio Pazos Barrera |
| 1989 | Los des(en)tierros del caminante                       | Fernando Nieto Cadena            |
| 1990 |                                                        |                                  |
| 1991 | Alias Lumbre de Acertijo                               | Humberto Vinueza                 |
| 1992 | Tréboles marcados                                      | Catalina Sojos                   |
| 1993 |                                                        |                                  |
| 1994 | Las puertas de la hierba                               | Violeta Luna                     |
| 1995 |                                                        |                                  |
| 1996 | Algunas rosas verdes                                   | Aleyda Quevedo                   |
| 1997 | El trazo de las cobras                                 | Margarita Laso                   |
| 1998 | La piel del tiempo                                     | Alexis Naranjo                   |
| 1999 | Catholic Splendor                                      | César Molina                     |
| 2000 | Antología personal                                     | Sara Vanegas Coveña              |
| 2001 |                                                        |                                  |
| 2002 | Adagio en G mayor                                      | Miguel Donoso Pareja             |
| 2003 | Escribe la inicial de tu nombre en el umbral del sueño | Bruno Sáenz                      |
| 2004 | Al andar                                               | Sara Vanegas Coveña              |
| 2005 |                                                        |                                  |
| 2006 | Tiniebla de esplendor                                  | Luis Carlos Mussó                |
| 2007 | Constelación del instinto                              | Humberto Vinueza                 |
| 2008 | La muerte de Caín                                      | Ernesto Carrión                  |
| 2009 | Obra poética completa 1968-2008                        | Sheyla Bravo                     |
| 2010 | Almohada sin huellas                                   | Desiree Marín Sevilla            |
| 2011 | Confesiones apocalípticas                              | Jennie Carrasco                  |
| 2012 | No es dicha                                            | Juan Secaira                     |
| 2013 | Viaje de gorilas                                       | Ernesto Carrión                  |
| 2014 | Mea Vulgatea                                           | Luis Carlos Mussó                |
| 2015 | Rebeliones al filo de una sinfonía                     | Freddy Ayala                     |
| 2016 | No mueras joven, todavía queda gente por decepcionar   | Andrés Villalba Becdach          |
| 2017 | Pájaro de nunca volver                                 | Mario Campaña                    |
| 2018 | Cuaderno de Yorkshire                                  | Juan José Rodinás                |
| 2019 | Oscuridad arriba                                       | Antonio Correa Losada            |
| 2020 | El premio no fue convocado.                            | El premio no fue convocado.      |
| 2021 | Tengo hambre de tu boca                                | Yana Lema                        |
| 2022 | Acta de fundación                                      | Víctor Vimos                     |
| 2023 | Acantile duerme piloto                                 | María Auxiliadora Balladares     |
| 2024 | Casa de mariposas negras                               | Rocío Soria Romero               |